# Mali rombikocka
| Mala rombikocka                       | Mala rombikocka                                      |
| ------------------------------------- | ---------------------------------------------------- |
|                                       |                                                      |
| Vrsta                                 | uniformni zvezdni polieder                           |
| Elementi                              | F = 18, E = 48, V =24 ({\displaystyle \chi \,} = -6) |
| Stranske ploskve po stranicah         | 12{4}+6{8}                                           |
| Wythoffov simbol                      | 2 4 (3/2 4/2) \|                                     |
| Simetrijska grupa                     | Oh, [4,3], *432                                      |
| Bowerjeva okrajšava                   | Sroh                                                 |
| Sklici                                | U18, C60, W86                                        |
| mali rombiheksakron (dualni polieder) | 4.8.4/3.8 slika oglišč                               |

Mala rombikocka  je nekonveksni uniformni polieder z oznako (indeksom) U18. Ima 18 stranskih ploskev. Od tega so štirje kvadrati in šest osemkotnikov.  Razen tega ima tudi 48 robov in 24 oglišč. Njegova slika oglišč je antiparalelogram.

## Sorodni poliedri
Ta polieder ima enako razvrstitev oglišč kot zvezdni prisekan heksaeder. Razen tega ima enako razvrstitev robov kot konveksni rombikubooktaeder, ki ima skupnih dvanajst kvadratnih stranskih ploskev ter mali kubikubooktaeder, ki pa ima skupne osemkotne stranske ploskve. 
| rombikubooktaeder | mali kubikubooktaeder | mala rombikocka | prisekana zvezdna kocka |